# 淮土镇
淮土镇，原为淮土乡，是中国福建省三明市宁化县下辖的一个乡。行政代码改为350424106。

## 行政区划
淮土镇共辖21个村委会，分别是：
淮阳村、桥头村、水东村、禾坑村、吴陂村、青平村、周坑村、罗坑村、团结村、竹园村、磜下村、凤山村、孙坑村、五星村、梨树村、赤岭村、大王村、仕边村、隘门村、寒谷村和田背村。

## 特产
淮土茶油：中国地理标志产品。